# Tamegroute
Tamegroute est une ville du Maroc, située à une vingtaine de kilomètres de Zagora, sur l'ancienne route de Tombouctou, dans la vallée du Drâa.

## Histoire
La ville, d'environ 6 000 habitants[précision nécessaire], se compose de plusieurs ksour reliés les uns aux autres, au centre desquels se trouve la Zaouïa Naciria. Celle-ci abrite une très riche bibliothèque.
Tamegroute héberge des ateliers artisanaux de poterie qui confectionnent des objets usuels, plats à tagine, assiettes, bols, tasses, carrelages, de couleur verte, dans des fours chauffés avec des palmes et du petit bois sec. Tamegroute est réputé pour sa poterie à glaçure verte.
Tamegroute a été un centre de la confrérie religieuse des Nacirias, fondée au XVIIe siècle par Sidi Mohamed Ben Nacer,.

## La zaouïa Naciria de Tamegroute
Fondée au XVIe siècle, la zaouïa se réclame de la confrérie soufie Tariqa Chadhiliyya. Cette confrérie a longtemps eu une grande influence spirituelle, socio-économique et politique au Maroc comme dans de nombreux autres pays.
L’histoire de Tamegroute a été marquée par l’arrivée des Ansaryyine. Une famille dont les origines remontent à la lignée du prophète. Abou Hafs Omar Ben Ahmed Alansari a fondé la Zaouïa Naciria à Tamegroute en 1575 (en l'an 983 de l'Hégire). La prééminence politique, sociale et religieuse de cette confrérie dépassait les frontières du Maroc. C’est Sidi Mohamed Ben Nacer qui jouira d’une grande réputation. Cet homme de piété a garni la bibliothèque de Tamegroute de plus de 4000 précieux ouvrages qu’il a ramenés de ses longs périples en Afrique et en Orient.
Après sa mort, son fils Sidi Ahmed Ben Nasser lui succéda. Il a continué de renforcer le rayonnement spirituel et culturel de la zaouïa. La Zaouïa Naciria deviendra un foyer de lumière au Maroc, mais aussi en Afrique, où convergeront savants, oulémas et étudiants en quête de connaissances et attirés par tous les ouvrages précieux réunis. Le douar de Tamegroute deviendra lui un carrefour pour les caravanes commerciales et la zaouïa y développera ses liens et ses influences.
En 1932, Tamegroute était considérée par la France comme le siège des grands marabouts Naciria, avec de grands prestiges religieux.

## La poterie de Tamegroute
La poterie de Tamegroute, connue sous le nom de poterie verte, tire ses origines de plusieurs siècles d'histoire dans la région du sud du Maroc. Influencée par la riche culture berbère et développée sous la dynastie saadienne au XVIe siècle, elle est devenue emblématique de l'artisanat marocain. Ce qui rend la poterie de Tamegroute si distincte, c'est sa couleur verte caractéristique, obtenue grâce à une technique spéciale de glaçure contenant du cuivre, utilisée pendant la cuisson. Cette couleur unique, associée à des motifs traditionnels, confère à chaque pièce un charme authentique. Transmise de génération en génération au sein de familles d'artisans, la tradition de la poterie de Tamegroute est imprégnée de secrets de fabrication soigneusement gardés. Au fil des siècles, elle a été échangée et commercialisée à travers le Maroc et au-delà, contribuant à sa renommée mondiale. Aujourd'hui, la poterie de Tamegroute est non seulement un symbole de l'histoire et de la culture de la région, mais aussi un exemple remarquable de l'artisanat traditionnel préservé avec soin.

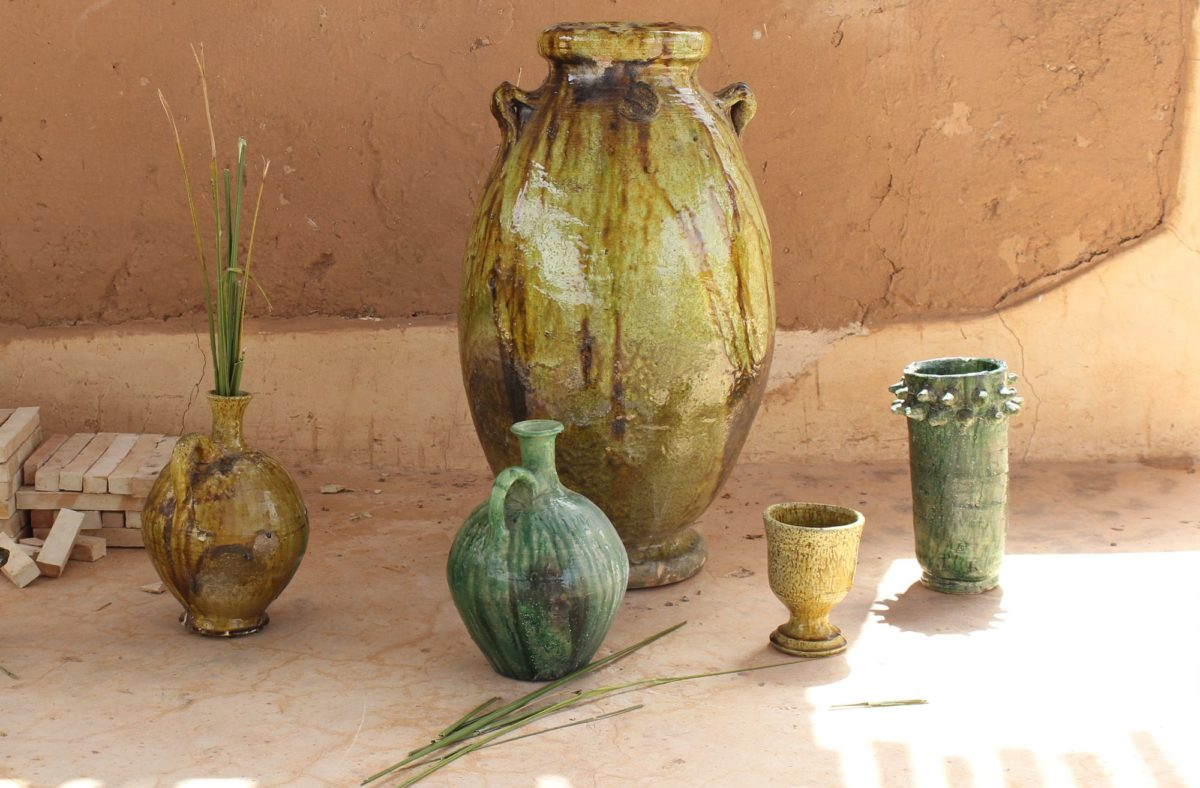
La poterie de Tamegrout

## La bibliothèque
Fondée  au XVIIe siècle par Ahmed Naciri, la bibliothèque compte pas moins de 4000 manuscrits,. Les plus anciens ouvrages conservés datent du XIe siècle, calligraphiés au brou de noix, safran, henné ou or, sur des parchemins en peau de gazelle. Il s'agit d'ouvrages scientifiques et littéraires, ainsi que de recueils religieux. Ils traitent de mathématiques, d'astrologie, d'astronomie, de pharmacopée... Des « trésors mal gardés », racontait une journaliste du Monde en 1987, « un avant-poste du savoir avant les frontières du grand vide », en référence au désert, écrivait en 2019 une de ses consœurs du New York Times. En 2007, la bibliothèque avait pour conservateur Baba Jalil Khalifa Belahcen, alors âgé de 80 ans.

## Galerie

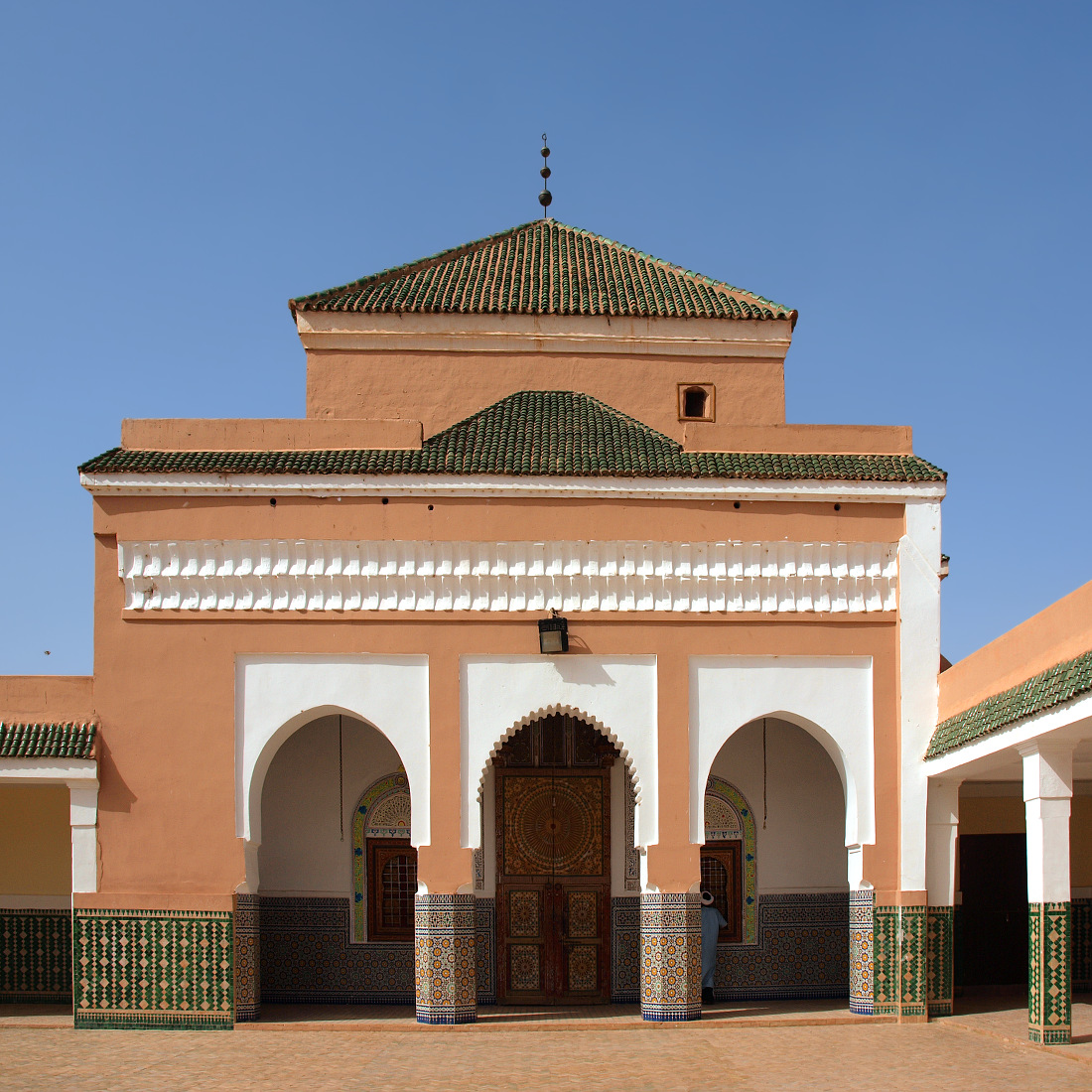
La zaouiya Nassiriya
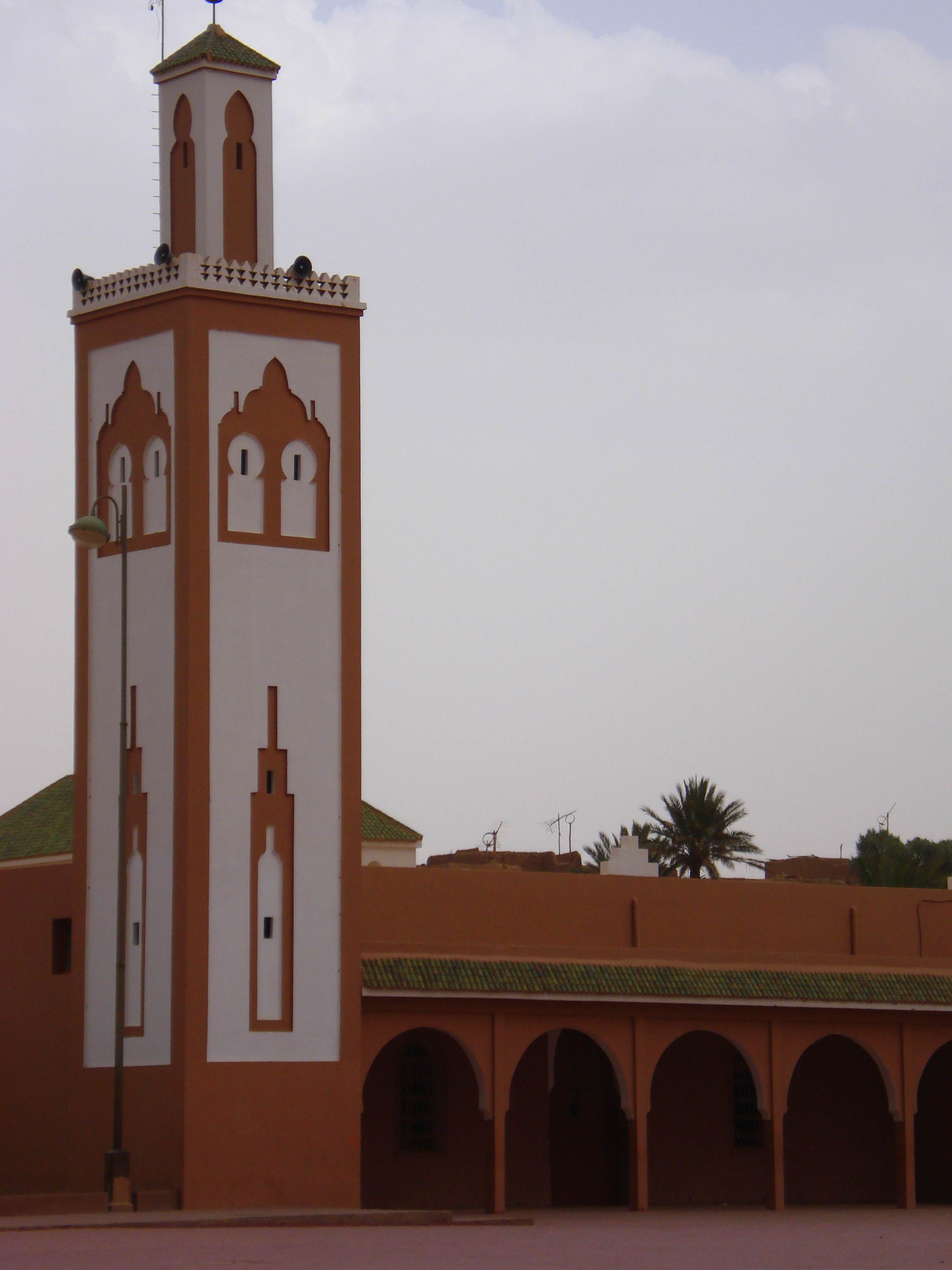
Mosquée de Tamegroute
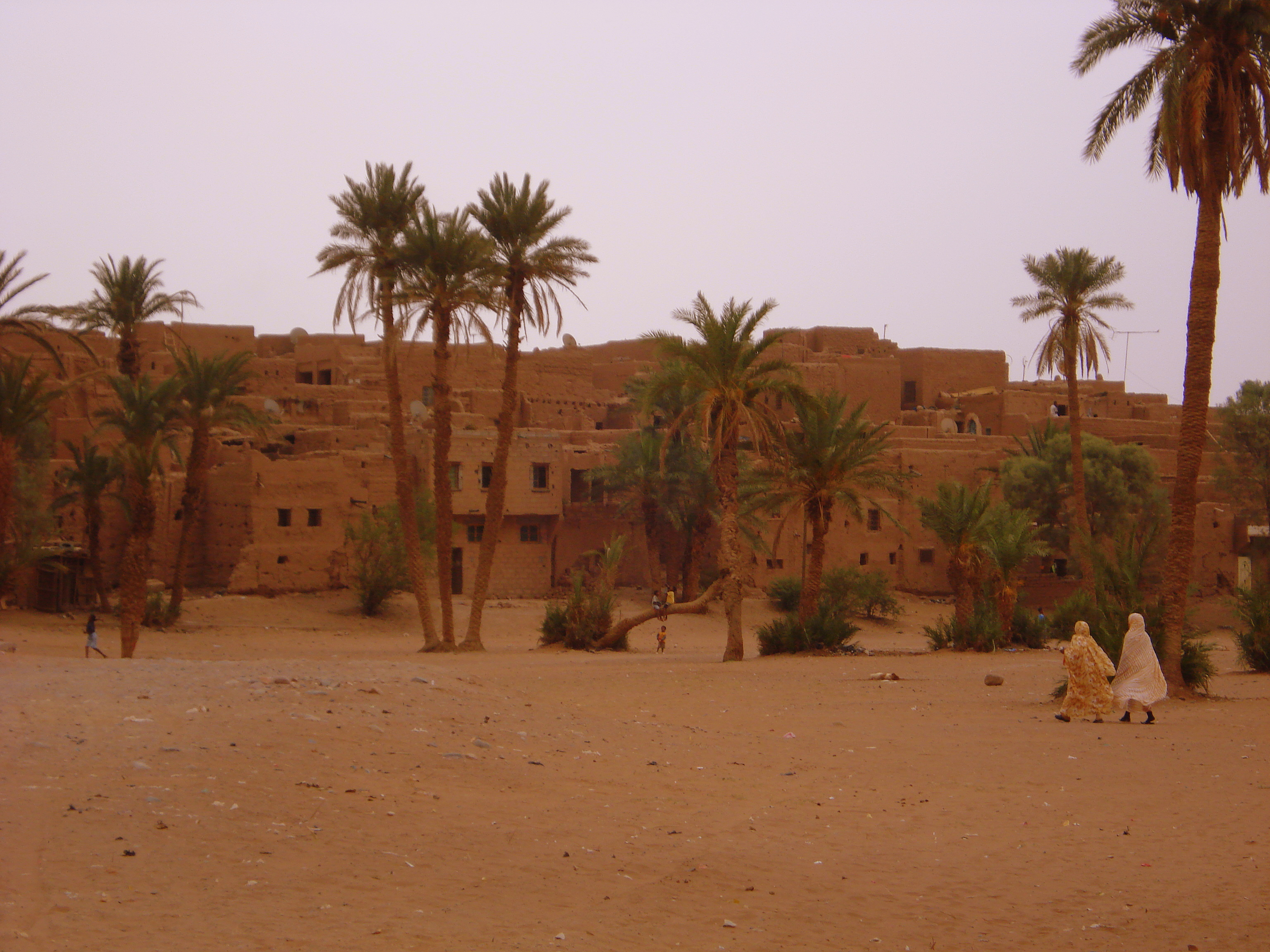
Ancien Ksar de Tamegroute